# Zhang Liang
Zhang Liang (på kinesisk: 张亮) (født 14. januar 1987 i Jinzhou, Kina) er en kinesisk roer.
Zhang vandt en bronzemedalje i dobbeltsculler ved OL 2020 i Tokyo sammen med makkeren Liu Zhiyu. Franskmændene Hugo Boucheron og Matthieu Androdias vandt guld i disciplinen, mens hollænderne Melvin Twellaar og Stef Broenink tog sølvmedaljerne. Det var Kinas første medalje på herresiden i roning nogensinde.
Zhang og Zhiyu vandt desuden en VM-guldmedalje i dobbeltsculler ved VM 2019 i Ottensheim, Østrig.

## OL-medaljer
- 2020:  Bronze i dobbeltsculler